# Inverno e Monteleone
Inverno e Monteleone ist eine norditalienische Gemeinde (comune) mit 1463 Einwohnern (Stand 31. Dezember 2023) in der Provinz Pavia in der Lombardei. Die Gemeinde liegt etwa 18,5 Kilometer östlich von Pavia in der Pavese und grenzt unmittelbar an die Provinz Lodi. Der Verwaltungssitz befindet sich im Ortsteil Inverno.

## Geschichte
Beide Ortschaften, Inverno und Monteleone, werden erstmals im 10. Jahrhundert erwähnt. 1872 werden beiden Gemeinden unter dem Namen Inverno vereinigt. Seit 1961 trägt die Gemeinde den heutigen Namen.

## Verkehr
Durch die Gemeinde führt die frühere Strada Statale 412 della Valle Tidone (heute eine Provinzstraße) von Mailand/Noverasco nach Romagnese (Passo del Penice).